# 格拉古兄弟改革

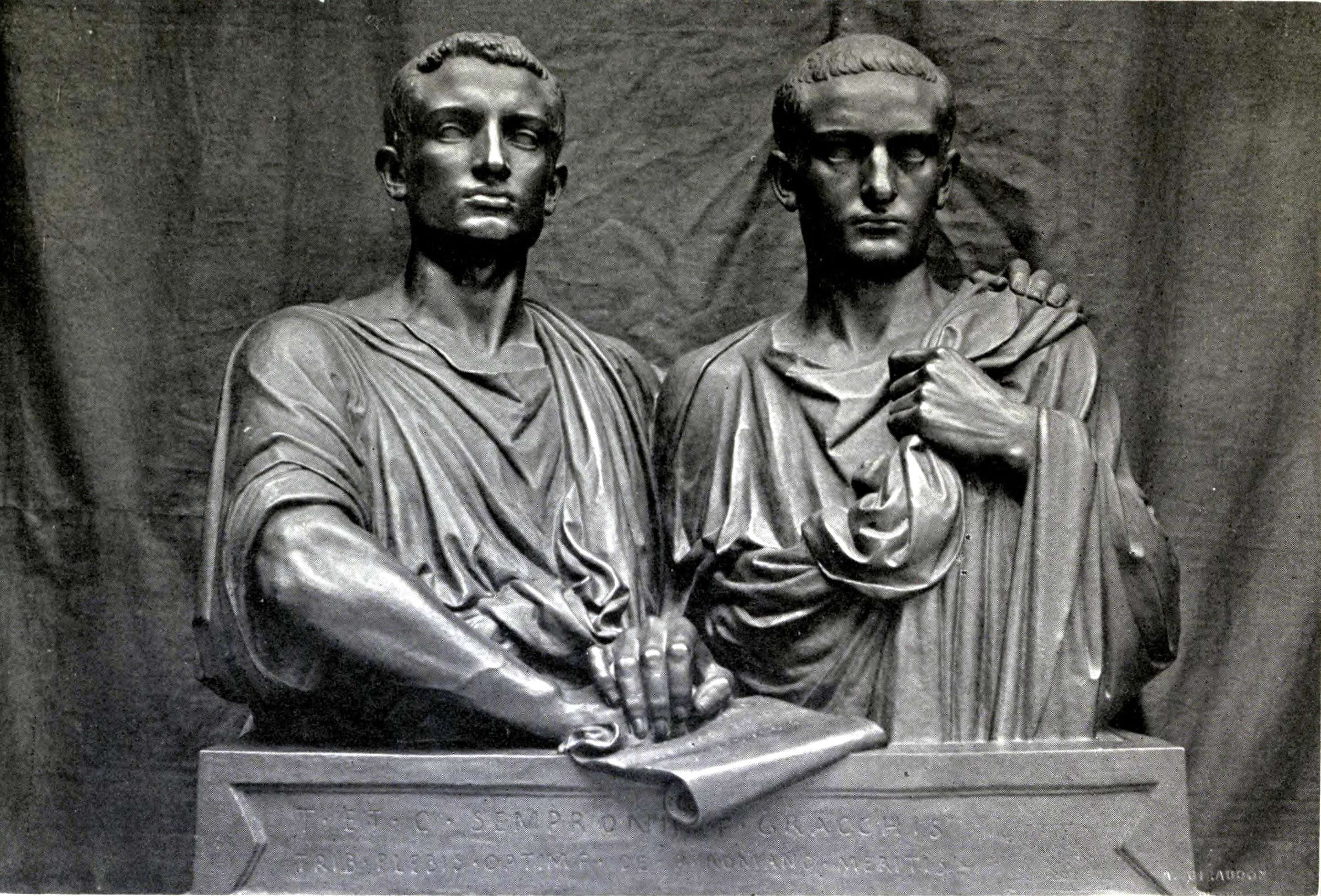
格拉古兄弟為古羅馬著名政治家。曾先後推行土地改革而遭到殺害。

格拉古兄弟改革发生在罗马共和国晚期，时间为公元前133年至前121年，由格拉古兄弟先后推行，以土地问题为核心的政治改革。
公元前2世纪，罗马城邦已扩张为地中海霸权国家。随着财富的增长和奴隶制的迅速发展，土地大量集中，大批农民破产，社会矛盾日益激化，同时也造成兵源不足。在这种情况下，统治阶级中的一些有识之士提出了改革方案，试图自上而下的推行土地政策，解决土地问题，以缓解矛盾。
提比略·格拉古与盖约·格拉古在骑士阶级的支持下，提出了一系列旨在缓解社会矛盾的措施，包括：将国有土地分配给无地小农，在被征服地区重新开拓殖民点，以及以低于市价的价格向罗马贫民出售谷物。
格拉古兄弟在元老院中虽有少数同情者，但多数元老及部分骑士强烈反对其主张，最终先后杀害了两兄弟，改革由此中断。统治阶级内部保守派与改革派的分歧依然悬而未决。改革唯一得以保留的成果是对贫民的粮食救济，此后保守派和改革派的当权者甚至将廉价谷物改为免费发放，以争取罗马无产者的支持。
格拉古改革的失败表明，罗马统治阶级已不再具备通过改革来稳定和扩展贵族共和国社会基础的坚定政治信念。这一失败导致罗马共和国持续陷入混乱，被后世称为“罗马共和国的危机”。

## 第一次改革
公元前133年，提比略·格拉古当选保民官，提出土地法案，规定任何人占有公用地不得超过500犹格，每户占有的公有地不得超过1000犹格；超过部分由国家按地价收购，收归国有，再划分为每份30尤格的土地，分配给贫困无地的农民，世袭使用，不得转让或出卖；由一个三人委员会负责具体实施。提比略最终被反对派贵族杀害，土地改革运动至此中断。

## 第二次改革
十年后，提比略的弟弟盖约·格拉古当选保民官。他重申了提比略的土地法，并提出了一系列新法案，其中包括：禁止被人民罢免的官员和保民官再次任职；未经公民大会允许，不得判处公民死刑；实施粮食法以救济城市贫民；通过审判法将司法权授予骑士阶层；设置移民地和修筑道路（为失业者提供就业机会）；以及在执政官选举前预先确定其卸任后将出任的行省总督职位。其目的都是为了吸引更多改革支持者，从而推动土地法的落实。公元前121年，盖约遭反对改革的元老贵族杀害，但他提出的大部分法案仍被保留。
格拉古兄弟的改革冲击了豪门贵族的统治，削弱了大土地所有制，使罗马土地过度集中的现象得到一定缓解，并在一定程度上推动了罗马共和国的社会发展。然而，军队战斗力下降的趋势依旧存在，最终导致了随后马略的军事改革。